# 李若虛 (清朝)
李若虛（？—1824年），字实夫，回族，原籍錢塘，清朝文学家。

## 生平
原籍錢塘，年幼時隨父遷入成都，為舅父馬秋藥所愛，又姓馬。文才出眾，二十歲時寫有《移蕉山房詩課》及《蕉綠軒詩抄》。乾隆四十二年（1777年），受業於沈清任門下。乾隆四十五年（1780年）為貴州同仁府正大營巡檢，遊幕貴州、青海一帶。乾隆五十年（1785年）返成都，应丞松亭之邀，主幕务。乾隆五十四年（1789年），第一次入藏，先后四次入藏。道光四年（1824年），病卒。能詩，江映奎称赞：“君身具有烟霞骨，君心全无富贵媒。自恨我生世相后，来附骚坛作盟主”，其作品经友人周霭联编订并作序，李绍祖等校订，道光五年（1825年）出版《实夫诗存》六卷。

## 家族
有子李瑜，咸丰时任湖北藤州牧，亦能詩。